# 胡稑芗
胡稑芗，1857年—1920年，清末民国著名银行家、钱业经理人，中国银行元老和江浙财团早期中枢人物之一。原名胡善登，号稑芗，以号行世，又作胡稑乡或胡桂芗。

## 生平
浙江余姚县人，生于钱业世家，其父胡小松，为五口通商后上海滩钱业翘楚，清廷赏四品衔河南试用通判。胡稑芗是胡小松第六子，弟胡莼芗亦是银行家。
1864年7岁入私塾，1874年15岁时随父胡小松移居上海。清光绪八年（1882年），任惠生钱庄实习生，师从上海惠生钱庄执贽姚采屏学习钱业，因精于核算而深得器重。后任兆丰汇划钱庄经理，又当选上海北市钱业公所董事。于清廷捐盐运使运同衔，加四品封典，赏戴花翎，成为红顶商人。清光绪二十八年五月十七日（1902年6月22日），当选上海商业会议公所议董。
1905年，浙路公司成立后倡导筹办全浙铁路，筹得股款42余万元。1908年，大清户部改组作大清银行。1910年，任大清银行上海分行协理，协助宋汉章。辛亥革命后入民国，改任中国银行上海分行副总经理，常年担任，直至去世。任期间，支持宋汉章抗拒北洋政府“停兑令”，并以中国银行名义向英国汇丰拆借200万银元维持货币稳定，抵抗挤兑风潮。
1911年，当选上海总商会首届议董，并联任四届。又曾任沪北商团公会会员，上海总商会会员兼议董，浙绍公所董事等公职。胡热衷慈善办学事业，1903年任慈善机构永锡堂会馆董事，又捐巨资办学、兴建医院卫生机构，创办希明学校，兴修水利设施。

## 代表著作
- 编印《浙绍永锡堂征信录》。